# Patrick Cowley
Joseph Patrick Cowley (1950. október 19. – 1982. november 12.) amerikai zeneszerző (diszkózene, Hi-NRG), producer, énekes. Gyakran emlegetik az elektronikus tánczene úttörőjeként. Önálló zeneszerzői munkásságára főleg az elektronikus zene rajongói emlékeznek; producerként azonban többek Sylvester James diszkó-énekes emlékezetes slágerében, a You Make Me Feel-ben működött közre. Sylvesterrel huzamosabb ideig dolgozott együtt.

## Életútja
Patrick Cowley New York állam, Buffalo városában született Ellen és Kenneth Cowley gyermekeként. A család Horseheads és Corning területeiről származtak, és Bochesterben éltek. Cowley kamaszkorában sikeres dobos volt több helyi amatőr zenekarban még a Niagara Egyetemre kerülése előtt, majd 1971-ben 21 évesen San Franciscóba költözik, ahol zenét kezdett tanulni.

### Zenei pályafutása
Cowley a 70-es években találkozott először Sylvester James zenésszel, majd Cowley kérte hogy csatlakozzon zenekarához, és készítsenek el néhány korai szintetizátor felvételt.
Cowley 1981-ben elkészítette Menergy című slágerét, melyben Sylvester is közreműködött. A dal a Billboard Hot Dance és Club Play lista 1. és 2. helyezéséig jutott. 1982-ben elkészítették Do Ya Wanna Funk című közös dalukat, mely 4. helyezést ért el a Billboard dance listán. A dal egyébként a Tranding Places (Szerepcsere) című filmben is felcsendült. Cowley Donna Summer I Feel Love című slágerének 15,45 perces változatát is elkészítette, mely manapság egyetlen gyűjtő polcáról sem hiányozhat. Cowley elkezdett dolgozni utolsó Mind Warp című albumán, azonban HIV fertőzése előrehaladtával gyengülni kezdett, így nem tudta azt befejezni. Cowley három szólóalbumot jelentetett meg munkássága során.
A későbbi elektronikus zenekarok közül a Pet Shop Boys és a New Order tagjaira bevallottan erős hatást Cowley stílusa, amely részben a Kraftwerk-től eredő hideg, szintetikus hangokat egyesíti ütemes funk-diszkós alapokkal, ezáltal a későbbi techno-ra és synthwave-re hasonlító, de azoknál jóval szervesebb (kevésbé ipari és gépies) hangzás keletkezik, részben, bizonyos dalokban pedig minimalistább zaj-poppal kísérletezik.

Cowley több dalt is írt zenész barátainak, többek között Paul Parker és Frank Loverde részére. 2009-ben egy kiadatlan album került napvilágra, (Indoor Life) melyet még Jorge Socarras-szal rögzített Cowley 1976-ban. A kiadott album iránt nagy volt az érdeklődés.

### Halála
1981-ben Sylvester világturnéja után rossz közérzetre panaszkodott. Orvosa ételmérgezést diagnosztizált, viszont ez az állapota nem javult, majd ismét elment orvoshoz, ahol megállapították azt, hogy HIV pozitív, és betegsége korai szakaszban van.  Cowley 1982. november 12-én halt meg San Franciscó-i otthonában 32 éves korában. Egy pár dalt is elkészített új albumára, azonban ezek már nem jelenhettek meg.

## Diszkográfia

### Albumok
| Year | Album név              | Előadó(k)                       | Label                | Megjegyzés |
| ---- | ---------------------- | ------------------------------- | -------------------- | --- |
| 1981 | Menergy                | Patrick Cowley                  | Fusion Records       | |
| 1981 | Megatron Man           | Patrick Cowley                  | Megatone Records     | |
| 1982 | Mind Warp              | Patrick Cowley                  | Megatone Records     | |
| 2009 | Catholic               | Patrick Cowley, Jorge Socarras  | Macro Recordings     | A felvételek 1976-1979 között készültek. |
| 2013 | School Daze            | Patrick Cowley                  | Dark Entries Records | A felvételek 1973-1981 között készültek. között.A School Daze, egy elektronikus hangszeres gyűjtemény (Giorgio Moroder, Isao Tomita és Wendy Carlos hatására). Az album számos hangsávot tartalmaz a névadó meleg pornófilmből.                                              |
| 2015 | Kickin' In             | Patrick Cowley                  | Dark Entries Records | A felvételek 1976-1979 között készültek. |
| 2015 | Muscle Up              | Patrick Cowley                  | Dark Entries Records | A felvételek 1973-1981 között készültek. |
| 2016 | Candida Cosmica        | Patrick Cowley, Candida Royalle | Dark Entries Records | A felvételek 1973-1975 között készültek. A Candida Cosmica a Candida Royalle által közösen készített album, amelyen kísérleti szintetizátoros zene szerepel. A Candida Cosmica rábólint a női szexualitásra és a melegpornográfiára, amely ugyanazon a hangon belül létezik. |
| 2017 | Afternooners           | Patrick Cowley                  |                      | A felvétel 1982-ben készült. |
| 2019 | Mechanical Fantasy Box | Patrick Cowley                  |                      | |
| 2020 | Some Funkettes         | Patrick Cowley                  |                      | |

### Egyéb közreműködések
- Paul Parker Right On Target című dalában (1982)
- Frank Loverde Die Hard Lover című dalában (1982)
- Sylvester Do Ya Wanna Funk című dalában (1982)
- Paul Parker Tech-no-logical world című dalában (1982)

## Külső források
- Patrick Cowley "The San Francisco Sound", official biography by Daniel Heinzmann
- Myspace page
- Myspace page for Catholic album
- Patrick Cowley research website